# 第3回全国陸上競技大会
第3回全国陸上競技大会（だい3かいぜんこくりくじょうきょうぎたいかい）は、1915年（大正4年）11月20日から11月21日に行われた全国陸上競技大会（後の日本陸上競技選手権大会）。
第1回及び第2回と同じく陸軍戸山学校で行われた。男子種目のみ行われ、前回大会から100mハードル、円盤投、やり投、五種競技が追加された。

## 大会結果
|                        | 優勝                          | 優勝      | 2位                                               | 2位       | 3位                                 | 3位       |
| ---------------------- | ----------------------------- | --------- | ------------------------------------------------- | --------- | ----------------------------------- | --------- |
| 100m                   | 斉藤友三 東京帝国大学         | 11.5      | 黒田義夫 東京帝国大学                             |           | 東口真平 東京高等師範学校           |           |
| 200m                   | 黒田義夫 東京帝国大学         | 24.6      | 斉藤友三 東京帝国大学                             |           | 東口真平 東京高等師範学校           |           |
| 400m                   | 沢田一郎 東京帝国大学         | 58.0      | 渡辺鶴松 豊島師範学校                             |           | 岡田源三郎 早稲田実業学校           |           |
| 800m                   | 沢田一郎 東京帝国大学         | 2:12.1    | 多久儀四郎 東京高等師範学校                       |           | 寺町喜一 東京農業大学               |           |
| 1500m                  | 多久儀四郎 東京高等師範学校   | 4:34.7    | 沢田一郎 東京帝国大学                             |           | 得能末吉 杵築中学校                 |           |
| 5000m                  | 得能末吉 杵築中学校           | 17:19.2   | 狩谷淳 豊島師範学校                               |           | 桜井久治 新潟師範学校               |           |
| 10000m                 | 金栗四三 東京高等師範学校卒   | 36:02.0   | 松岡敬一 国民英学会                               |           | 狩谷淳 豊島師範学校                 |           |
| マラソン（25マイル）   | 金栗四三 東京高等師範学校卒   | 2:27:23.6 | 宮原治 東京高等師範学校                           | 2:39:54.3 | 有原末吉 東京高等師範学校           | 2:40:59.9 |
| 100mハードル（0.9m高） | 明石和衛 東京帝国大学卒       | 17.5      | 小野崎良三 慶応義塾大学                           |           | 岡本栄二郎 神戸高等商業学校         |           |
| 4×270mリレー           | 斉藤・渡辺・黒田・明石 東大組 | 2:30.2    | 宇土・関・東口・窪田 東京高等師範学校附属中学校組 |           | 小野崎・甲斐・十川・岡田 早慶組     |           |
| 走高跳                 | 原愛二郎 東京帝国大学         | 1.48      | 武中武重 神戸高等商業学校                         |           | 岡本栄二郎 神戸高等商業学校         |           |
| 立高跳                 | 深井健夫 東京農業大学         | 1.35      | 亀崎律守 東京農業大学                             |           | 治田久雄 東京高等師範学校           |           |
| 棒高跳                 | 増田久雄 学習院大学           | 2.87      | 小川猛 早稲田大学                                 |           | 清水喜一 早稲田大学                 |           |
| 走幅跳                 | 甲斐義智 慶応義塾大学卒       | 5.73      | 黒田義夫 東京帝国大学                             | 5.70      | 原愛二郎 東京帝国大学               | 5.62      |
| 立幅跳                 | 武川信一 東北帝国大学         | 2.97      | 深井健夫 東京農業大学                             | 2.86      | 瀬脇文寿 学習院大学                 | 2.78      |
| 砲丸投                 | 鈴木智一郎 東京帝国大学       | 9.84      | 瀬脇文寿 学習院大学                               | 9.15      | 辰野保 東京帝国大学                 | 9.11      |
| 円盤投                 | 中村正祐 神戸高等商業学校     | 25.35     | 石井儀一 東京高等師範学校                         | 24.39     | 辰野保 東京帝国大学                 | 23.17     |
| ハンマー投             | 原鴻太郎 東京帝国大学         | 26.40     | 辰野保 東京帝国大学                               | 24.55     | 鈴木智一郎 東京帝国大学             | 24.03     |
| やり投                 | 東口真平 東京高等師範学校     | 31.54     | 甲斐義智 慶応義塾大学卒                           | 30.27     | 内藤政邁 学習院大学                 | 29.53     |
| 野球用球投             | 辰野保 東京帝国大学           | 101.36    | 中村正祐 神戸高等商業学校                         | 100.72    | 栗本精二 東京高等師範学校附属中学校 | 89.85     |
| 五種競技               | 明石和衛 東京帝国大学卒       | 269       | 武中武重 神戸高等商業学校                         | 164       | 藤村寛太 東京高等師範学校           | 157       |

|          | 4位                       | 4位 | 5位                       | 5位 | 6位                       | 6位 |
| -------- | ------------------------- | --- | ------------------------- | --- | ------------------------- | --- |
| マラソン | 渋谷寿光 東京高等師範学校 |     | 奥山雄蔵 東京高等師範学校 |     | 渋谷弥五郎 山形庄内中学校 |     |